# Bisdom Tepic
Het bisdom Tepic (Latijn: Dioecesis Tepicensis) is een rooms-katholiek bisdom met als zetel Tepic, in Mexico. Het bisdom is suffragaan aan het aartsbisdom Guadalajara. 

## Geschiedenis
Het bisdom werd opgericht op 23 juni 1891, uit delen van het aartsbisdom Guadalajara.

## Parochies
Het bisdom had in 2020 een oppervlakte van 22.777 km2 en telde 1.532.000 inwoners waarvan 81,0% rooms-katholiek was.

## Bisschoppen
- Ignacio Díaz y Macedo (19 januari 1893 - 14 juni 1905)
- Andrés Segura y Domínguez (6 augustus 1906 - 13 augustus 1918)
- Manuel Azpeitia Palomar (1 augustus 1919 - 28 februari 1935)
- Anastasio Hurtado y Robles (21 december 1935 - 13 juli 1970)
  - José Manuel Piña Torres (hulpbisschop: 12 mei 1958 - 16 mei 1970)
- Adolfo Antonio Suárez Rivera (14 mei 1971 - 8 mei 1980)
- Alfonso Humberto Robles Cota (12 januari 1981 - 21 februari 2008)
- Ricardo Manuel Watty Urquidi (21 februari 2008 - 1 november 2011)
- Luis Artemio Flores Calzada (30 maart 2012 - heden)

Guadalajara (aartsbisdom) · Aguascalientes · Autlán · Ciudad Guzmán · Colima · Jesús María (territoriale prelatuur) · San Juan de los Lagos · Tepic